# Tias Villas
 Werbeflyer --~2025-41790-3 (Diskussion) 15:18, 19. Aug. 2025 (CEST)
Vorlage:Kurzbeschreibung
Vorlage:Infobox Beherbergungsbetrieb
Tías Villas ist eine Villenanlage in Kuta (Lombok), Indonesien. Einheiten der Anlage werden als Ferienvillen vermietet; die Anlage bzw. einzelne Unterkünfte wurden in Reisemedien erwähnt.

## Lage und Konzept
Tías Villas befindet sich im Süden der Insel Lombok nahe dem Strandort Kuta. Nach Angaben der Betreiber versteht sich die Anlage als „Boutique-Villa-Resort“ mit freistehenden Einheiten unterschiedlicher Größe. In Darstellungen der beteiligten Architekten werden offene Grundrisse und tropische Materialien beschrieben.

## Rezeption
Condé Nast Traveller führte 2025 eine Unterkunft unter dem Namen „Tias Villa, Kecamatan Pujut“ in einer Auswahl der „besten Airbnbs in Lombok“ und stellte das offene Raumkonzept und den privaten Garten mit Pool hervor.